# Gare de Soultz-sous-Forêts
Ne doit pas être confondu avec Gare de Soultz-les-Bains.
La gare de Soultz-sous-Forêts est une gare ferroviaire française de la ligne de Vendenheim à Wissembourg, située sur le territoire de la commune de Soultz-sous-Forêts dans la collectivité européenne d'Alsace, en région Grand Est.
Elle est mise en service en 1855 par la Compagnie des chemins de fer de l'Est (Est).
C'est une gare voyageurs de la Société nationale des chemins de fer français (SNCF) du réseau TER Grand Est, desservie par des trains express régionaux.

## Situation ferroviaire
Établie à 152 mètres d'altitude, la gare de Soultz-sous-Forêts est située au point kilométrique (PK) 41,083 de la ligne de Vendenheim à Wissembourg, entre les gares de Hoelschloch et de Hoffen.
Gare d'évitement, elle dispose d'une deuxième voie pour le croisement des trains.

## Histoire
La station de Soultz est mise en service le 23 octobre 1855 par la Compagnie des chemins de fer de l'Est (Est), lorsqu'elle ouvre à l'exploitation second section, de Haguenau à Wissembourg, de son chemin de fer de Strasbourg à Wissembourg. La création d'une station sur la commune a été encouragée par le maire Frédéric Muntz et l'arrivée d'une première locomotive a eu lieu le 25 août.
Le chemin de fer va permettre la transformation du bourg en une « vraie petite ville » avant la fin du XIXe siècle.
En 2014, c'est une gare voyageur d'intérêt régional (catégorie B : la fréquentation est supérieure ou égale à 100 000 voyageurs par an de 2010 à 2011), qui dispose de deux quais.

## Fréquentation
De 2015 à 2024, selon les estimations de la SNCF, la fréquentation annuelle de la gare s'élève aux nombres indiqués dans le tableau ci-dessous.
| Année                      | 2015    | 2016    | 2017    | 2018    | 2019    | 2020    | 2021    | 2022    | 2023    | 2024    |
| -------------------------- | ------- | ------- | ------- | ------- | ------- | ------- | ------- | ------- | ------- | ------- |
| Voyageurs                  | 181 158 | 178 746 | 191 259 | 183 462 | 181 588 | 137 292 | 169 519 | 217 646 | 218 045 | 230 673 |
| Voyageurs et non voyageurs | 226 448 | 223 433 | 239 074 | 229 328 | 226 985 | 171 615 | 211 898 | 272 058 | 272 606 | 288 341 |

## Service des voyageurs

### Accueil
Gare SNCF, elle dispose d'un bâtiment voyageurs, avec guichet et salle d'attente, ouvert tous les jours. Elle est équipée d'un automate pour l'achat de titres de transport TER.
Un passage à niveau planchéié permet la traversée d'une des deux voies pour l'accès au quai disposé en position centrale.

### Desserte
Soultz-sous-Forêts est une gare voyageurs du réseau TER Grand Est, desservie par des trains express régionaux la relation Strasbourg - Wissembourg (ligne 34).

### Intermodalité
Un parc pour les vélos et parking pour les véhicules y sont aménagés.

## Patrimoine ferroviaire
Le bâtiment voyageurs d'origine se distinguait des autres gares intermédiaires de la ligne par sa disposition en trois volumes : le corps de logis à étage doté de pignons transversaux, plus tard doté d'une extension de la salle des pas perdus côté rue, est encadré de deux ailes basses d'une seule travée. Les autres bâtiments de la ligne étaient des constructions de plan rectangulaire en un volume tel que celui de la gare de Hoffen.